# Mehmed Hafizović
Šejh Mehmed ef. Hafizović (Srebrenica, 13. siječnja 1957. –  Kladanj, 2. svibnja 1994.), bosanskohercegovački je teolog bošnjačkog podrijetla, šejh nakšibendijskog tarikata i komandant postrojbe "Šejh Hasan Kaimija" koja je djelovala u sastavu 1. muslimansko-podrinjske brdske brigade Armije Republike Bosne i Hercegovine.

## Životopis
Mehmed Hafizović je rođen 13. siječnja 1957. u Potočarima Potočarima kod Srebrenice. Gazi Husrev-begovu medresu u Sarajevu završio je 1978. Nakon odsluženja vojnog roka u Jugoslavenskoj narodnoj armiji, postao je imam u Malom Zvorniku čime je preuzeo dužnost glavnog imama za valjevsko-kolubarsko-užički kraj u Srbiji.
Početak rata u Bosni i Hercegovini zatekao ga je u Malom Zvorniku. S džematom je ostao više od mjesec dana pod teškim uslovima. Među posljednjim izbjeglicama izbjegao je u Mađarsku, a potom u Hrvatsku gdje se uključio u rad s izbjeglicama. Po povratku u Bosnu i Hercegovinu, uključio se u redove 1. muslimansko-podrinjske brdske brigade. Najprije je imenovan za pomoćnika komandanta za moral, a potom za savjetnika za vjerska pitanja. Ubrzo je u okviru brigade osnovao postrojba "Šejh Hasan Kaimija", čiji je postao komandant. Poginuo je 2. svibnja 1994. na dužnosti pomoćnika komandanta bataljona za moral, tokom akcije u rejonu Ašpilja na kladanjskom ratištu kada je nagazio na minu. Pokopan je na mezarju Goli Brijeg u Tuzli. Zlatnim ljiljanom, najvišim ratnim priznanjem, postumno je odlikovan 1996. godine
Ime Mehmeda ef. Hafizovića nose tekije u Kraljevićima, Redžićima u Donjoj Kamenici, Olovu i Živinicama, kao i džamija u Vasićima u Siminom Hanu u Tuzli. U tekiji u Kraljevićima tradicionalno se 2. svibnja, na dan pogibije šejha Mehmeda ef. Hafizovića, prouče mevlud i tevhid.

## Djela u Mehmedu Hafizoviću
- Edib Kravić: Riječ imama i šejha šehida Mehmed-efendije Hafizovića: vazovi, dersovi, hutbe (Zvornik, 2009.)

## Vanjske poveznice
- Sjećanje na šehida Mehmed ef. Hafizovića